# 8月8日
8月8日（はちがつようか）は、グレゴリオ暦で年始から220日目（閏年では221日目）にあたり、年末まではあと145日ある。

## できごと

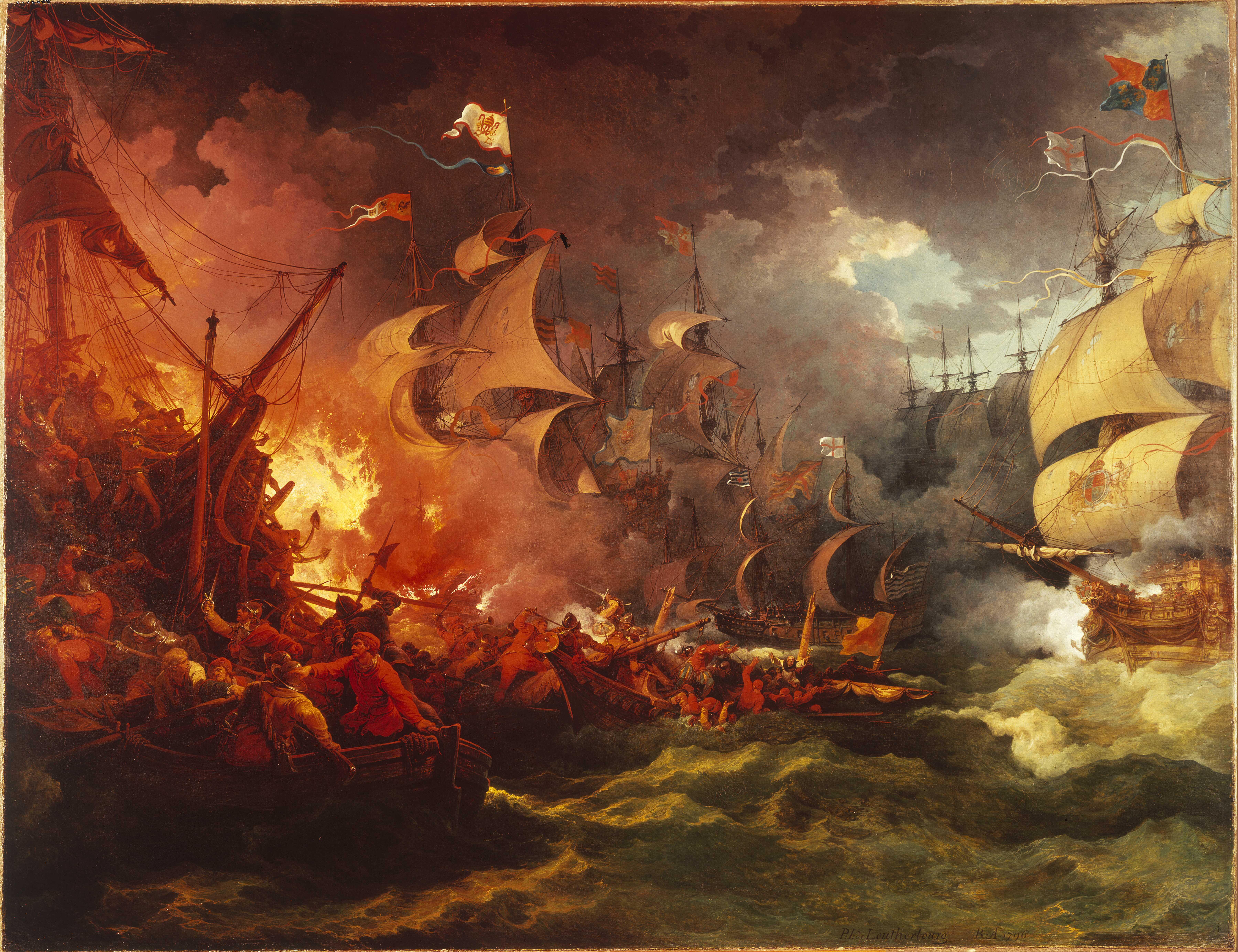
スペイン無敵艦隊がグレイブラインの海戦で敗北(1583)

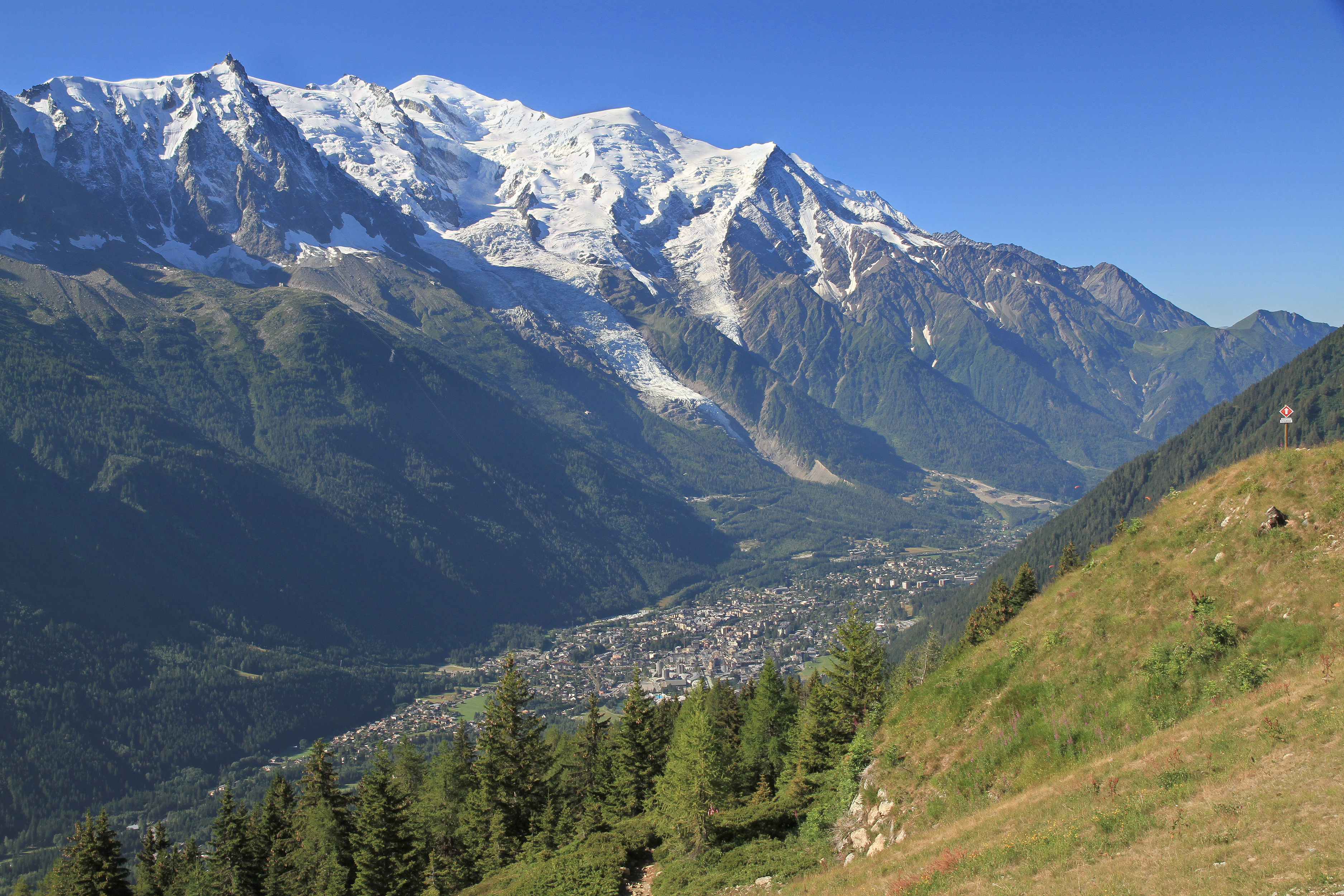
モンブラン初登頂(1786)画像はモンブランとシャモニーの街並み。

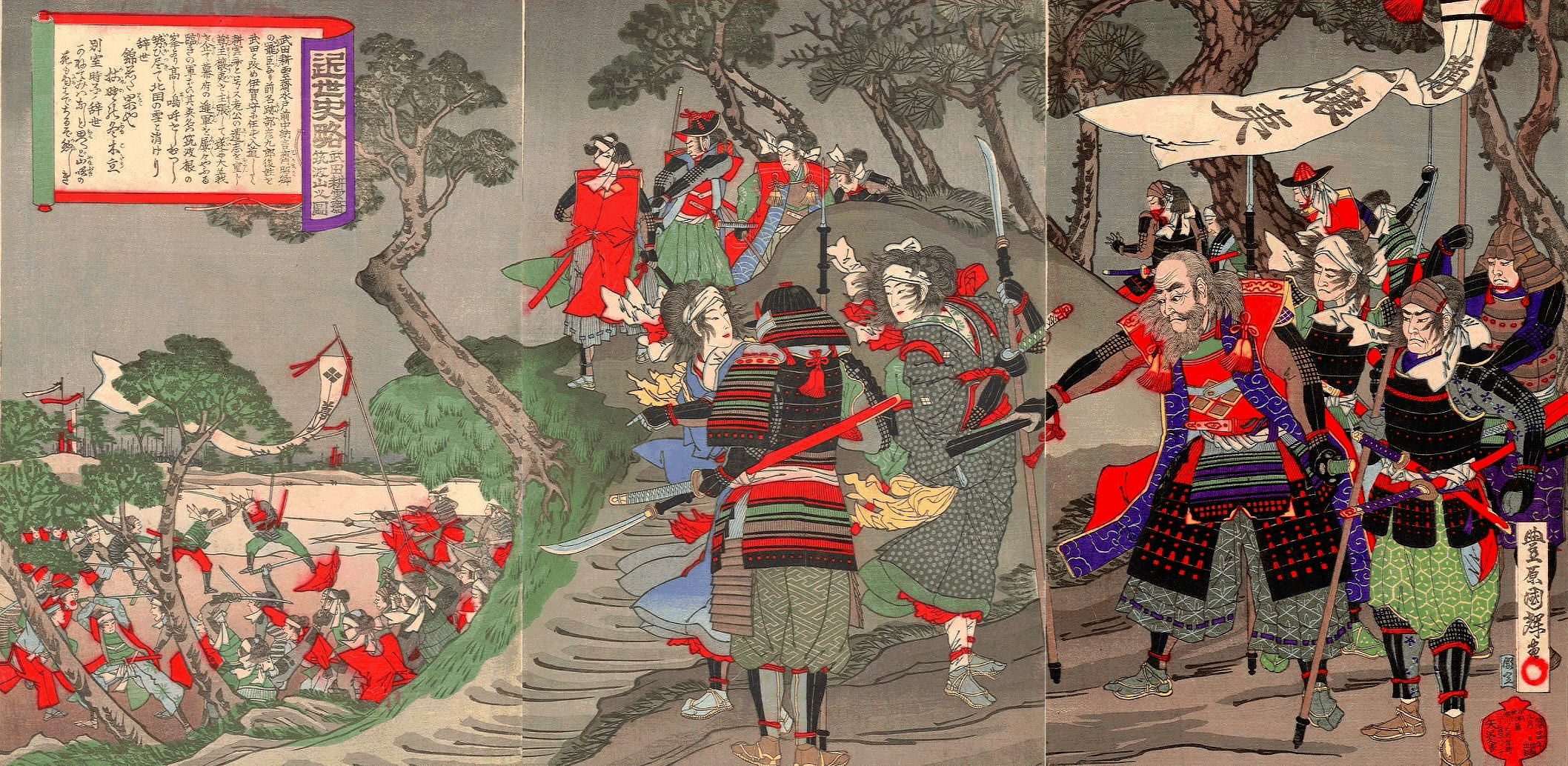
天狗党の乱(1864)、幕府・諸藩と天狗党が戦闘状態に入る。画像は筑波での戦闘。

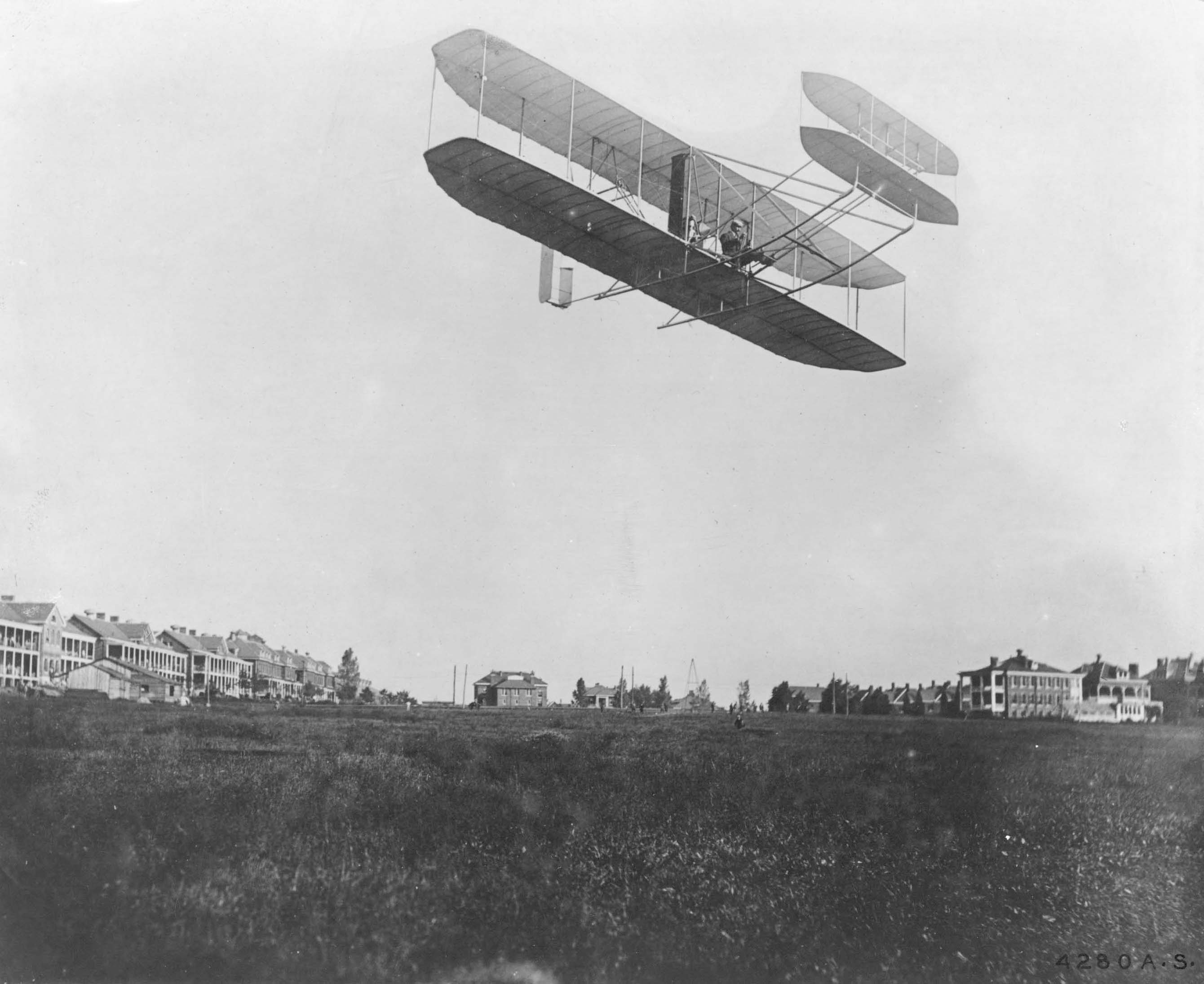
ウィルバー・ライト、初の公開飛行を行う(1908)。画像は9月のもの。

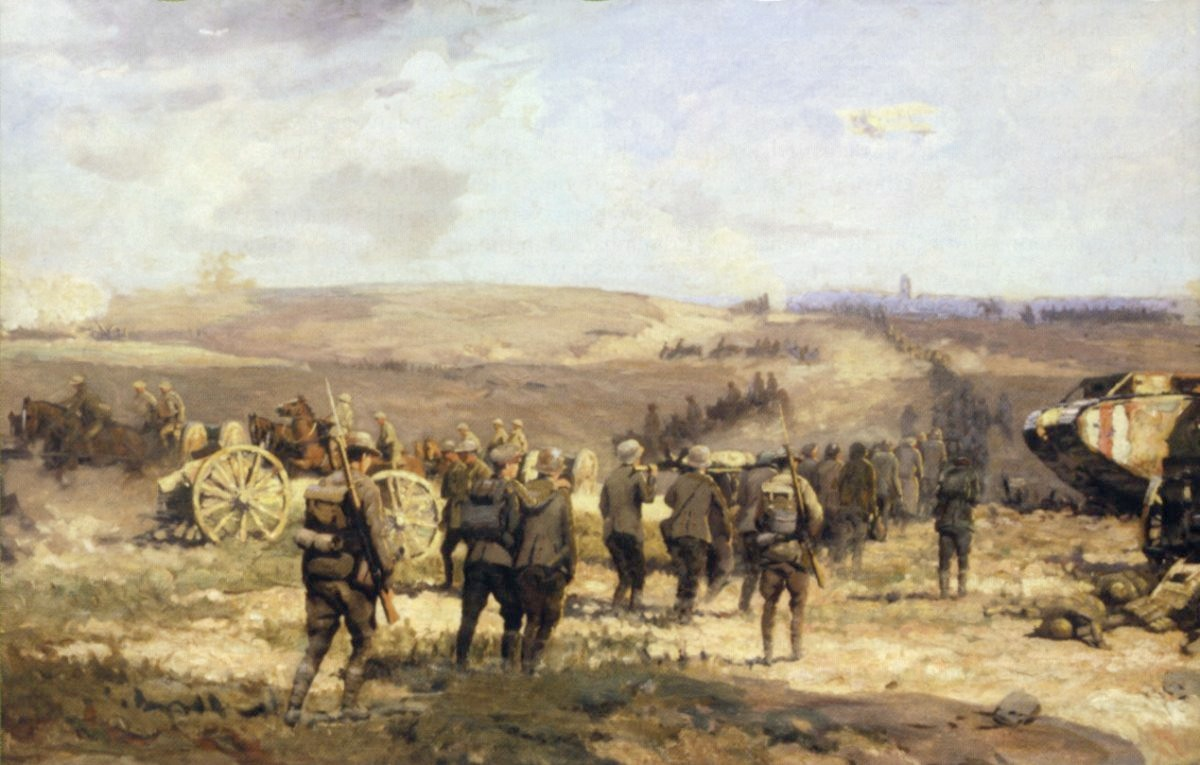
第一次世界大戦・ドイツ陸軍暗黒の日 (1918)

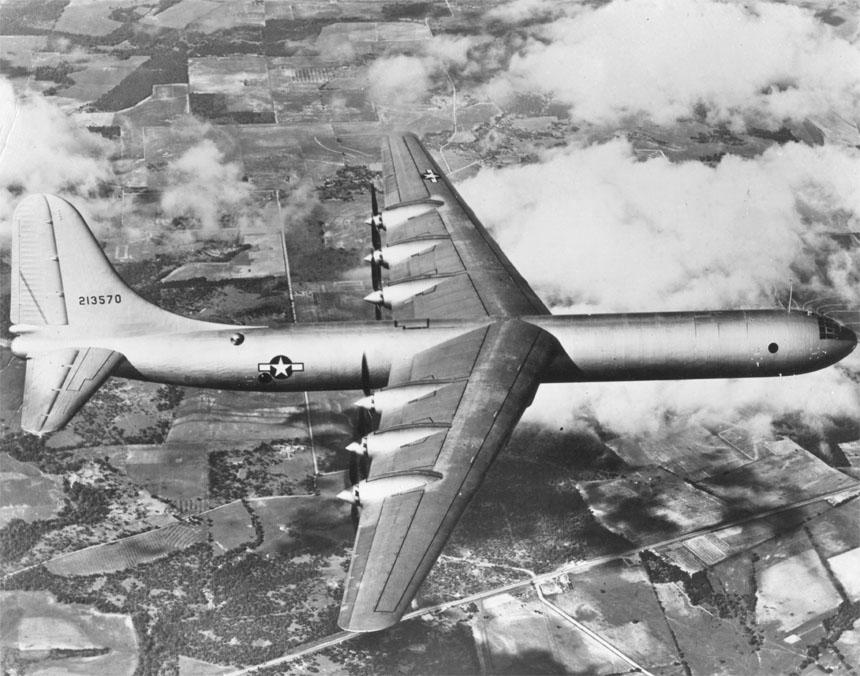
アメリカ合衆国の戦略爆撃機B-36が初飛行(1946)

東南アジア諸国連合発足(1967)。画像は2010年現在の加盟国。

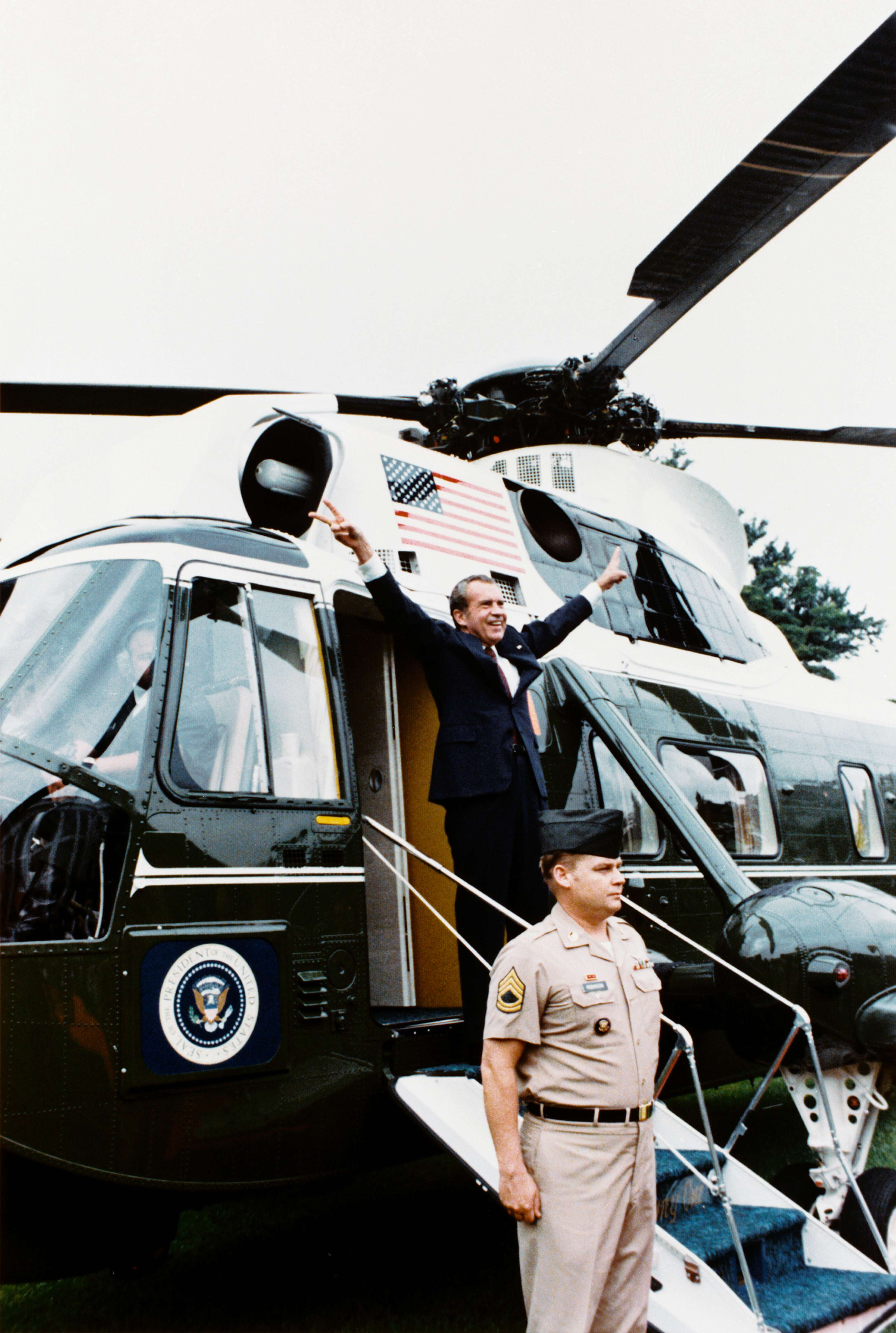
ウォーターゲート事件でニクソン米大統領が辞意を表明(1974)。画像は翌9日ホワイトハウスを去るニクソン。

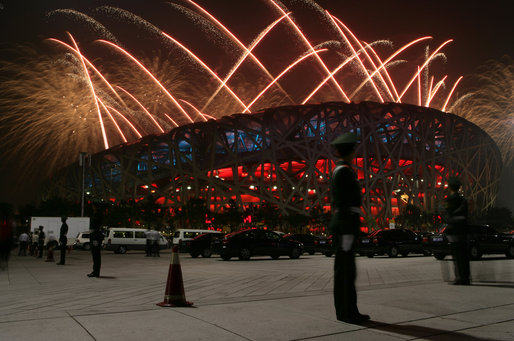
北京オリンピック開幕(2008)

- 870年 - メルセン条約締結。中部フランク王国が東フランク王国・西フランク王国・イタリア王国に割譲。
- 1220年 - リフラの戦い : スウェーデン王国が北方十字軍遠征の際に獲得したエストニア・レーネ地方の守備を任されていたスウェーデン貴族カール・ドーヴが、現地部族の連合軍に敗北。これによりスウェーデンはエストニア地方への進出を断念した。
- 1503年 - スコットランド王ジェームズ4世が、イングランド王ヘンリー7世の娘マーガレット・テューダーと結婚。
- 1588年 - スペイン無敵艦隊がアルマダの海戦でイングランド艦隊に敗北。
- 1786年 - ジャック・バルマとミッシェル・ガブリエル・バッカールがモンブラン初登頂に成功。
- 1864年（元治元年7月7日）- 天狗党の乱: 江戸幕府・諸藩の軍勢と天狗党が戦闘状態に入る。
- 1892年 - 第2次伊藤博文内閣成立。1896年8月31日まで。
- 1900年 - 第1回国際ローンテニス・チャレンジ（デビスカップ）開幕。
- 1904年 - 大韓帝国で政治結社「維新会」（ほどなく一進会に改称）設立。
- 1908年 - ウィルバー・ライトがフランス・ル・マンの競馬場で初の公開飛行を行う。
- 1911年 - 稗田山崩れ。長野県小谷村の稗田山が大崩壊[1]。日本三大崩れに挙げられる20世紀最大級の土砂災害になった。
- 1918年 - 第一次世界大戦・「ドイツ陸軍暗黒の日（ドイツ語版）」。この日に開始されたアミアンの戦い（英語版）におけて、ドイツ軍が大敗。
- 1921年 - 広島県広島市比治山の陸軍第5倉庫で火災が発生、無数の小銃弾が飛散する事故となった。死者7人、重軽傷者21人[2]。
- 1922年 - 小学館が創業。同年中に『小学五年生』、『小学六年生』（小学館の学年別学習雑誌）を創刊する[3]。
- 1928年 - アムステルダムオリンピックの競泳男子200m平泳ぎで鶴田義行が金メダル。
- 1929年 - ドイツの飛行船LZ 127（ツェッペリン伯号）が世界一周飛行を開始
- 1940年 - 戦艦大和が呉海軍工廠にて進水
- 1942年 - 第二次世界大戦・ソロモン諸島の戦い: 第一次ソロモン海戦。翌日、日本の勝利で終結。
- 1945年 - 第二次世界大戦・ソ連対日参戦:ソビエト連邦が1946年4月まで有効であった日ソ中立条約に違反し、日本に宣戦布告する。宣戦から数十分が経過した8月9日未明に満州、朝鮮、樺太でソビエト赤軍が一斉に日ソ国境を突破する。
- 1945年 - 第二次世界大戦・日本本土空襲: 福山大空襲[4]。
- 1945年 - 第二次世界大戦・日本本土空襲: 筑紫駅列車空襲事件。
- 1946年 - 戦略爆撃機B-36が初飛行。
- 1952年 - 義務教育費国庫負担法公布。
- 1952年 - 巨人、プロ野球初の1000勝達成。
- 1953年 - ソ連のゲオルギー・マレンコフ首相がソ連の水爆保有を公表[5]。
- 1953年 - ラズエズノイ号事件。ソ連の漁業巡回船ラズエズノイ号が日本の領海を侵犯。
- 1953年 - 米韓外相が青瓦台で米韓相互防衛条約に仮調印[6]。
- 1955年 - 長崎市の平和公園で平和祈念像の除幕式。
- 1961年 - 松川事件の差し戻し審で仙台高裁が被告人全員無罪の判決。9月12日に最高裁が再上告を棄却し、無罪が確定。
- 1963年 - イギリスで大列車強盗事件 (Great Train Robbery) 発生。260万ポンドが強奪される。
- 1966年 - 中国共産党第八期中央委員会第十一回全体会議で「プロレタリア文化大革命についての決定」（通称 16か条）が採択。
- 1967年 - バンコクで東南アジア諸国連合（ASEAN）が結成される。
- 1967年 - 米軍燃料輸送列車事故
- 1968年 - 和田寿郎の執刀によって日本初の心臓移植手術が行なわれる。（和田心臓移植事件）
- 1973年 - 金大中事件。後に韓国大統領となる金大中が東京都内のホテルから拉致され、8月13日にソウルにある自宅で発見される。
- 1974年 - ウォーターゲート事件: ニクソン米大統領がテレビ演説を行い、翌9日正午での辞任とフォード副大統領の大統領昇格を公表。
- 1990年 - 湾岸戦争: イラクがクウェートの併合を宣言。
- 1991年 - 当時史上最も高い建造物であったワルシャワラジオ塔が倒壊。
- 1991年 - 国連安全保障理事会が韓国と北朝鮮の同時加盟を総会に勧告する決議を採択[6]。
- 1995年 - 飛行船型低層巡航リモートセンシングシステムが初飛行。戦後初の日本製飛行船の有人飛行となる。
- 1998年 - 蝶野正洋がIWGPヘビー級王座になる。
- 2005年 - 郵政民営化関連法案が参議院で否決され、第2次小泉内閣は衆議院を解散。（郵政解散）
- 2008年 - 第29回夏季オリンピック、北京オリンピックが開幕。8月24日まで17日間開催[7]。
- 2013年 - 奈良県と大阪府で最大震度6弱〜7程度の揺れが予想されるとして緊急地震速報が発表されたが、震度1以上の揺れは観測されなかった。
- 2014年 - 西アフリカのエボラ出血熱流行についてWHOが「国際的に懸念される公衆衛生上の緊急事態」であると宣言[8]。
- 2016年 - 天皇明仁が、ビデオメッセージの形でお気持ちを発表[9][10]。
- 2019年 - ニョノクサ爆発事故。
- 2024年 - 16時43分に宮崎県日向灘を震源とする最大震度6弱の地震が発生。また、それに伴い、南海トラフ沿いの地震に関する評価検討会も招集され、気象庁から南海トラフ地震臨時情報も発表された[11]。
- 2025年 - アルメニアとアゼルバイジャンとの間で和平協定が締結。1988年から断続的に続いてきたナゴルノ・カラバフ戦争に終止符[12][13]。

## 誕生日

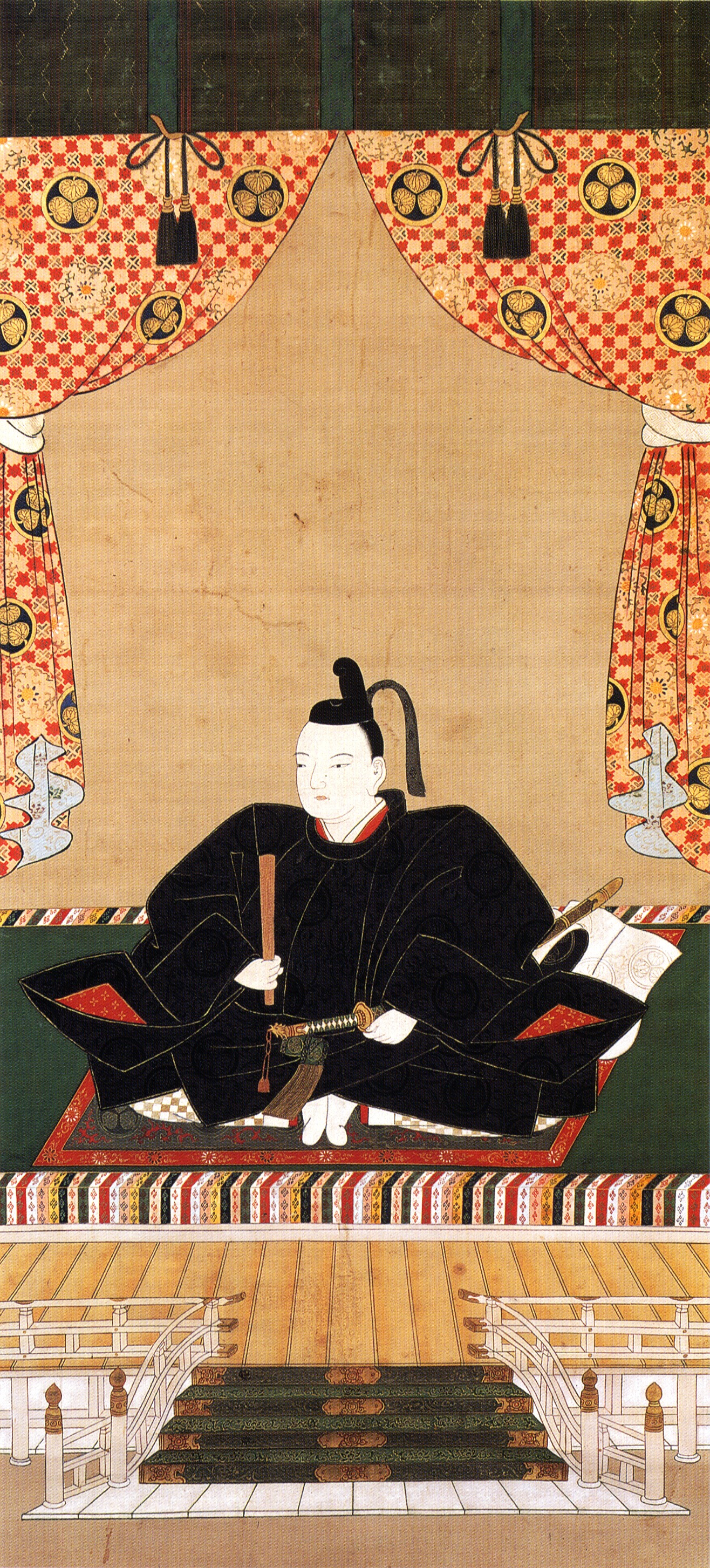
江戸幕府第7代将軍、徳川家継(1709-1716)誕生。

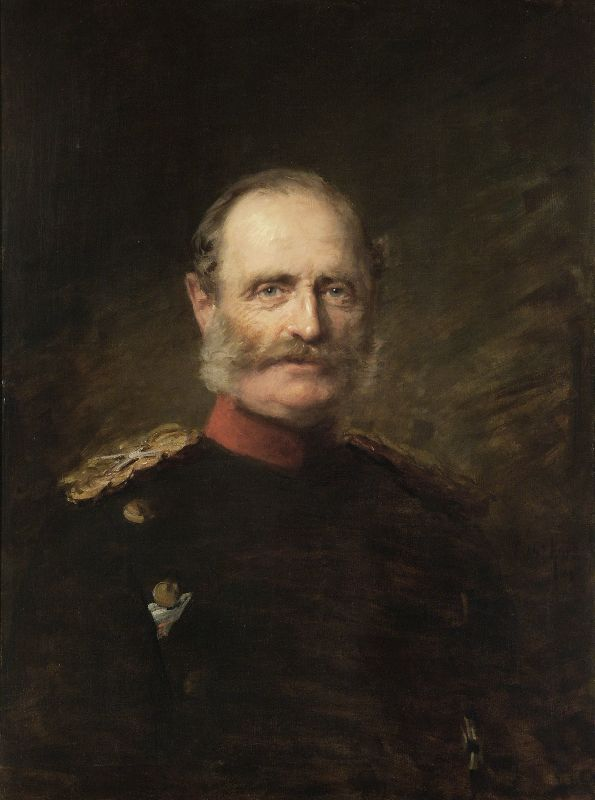
ザクセン王ゲオルク(1838-1904)誕生。

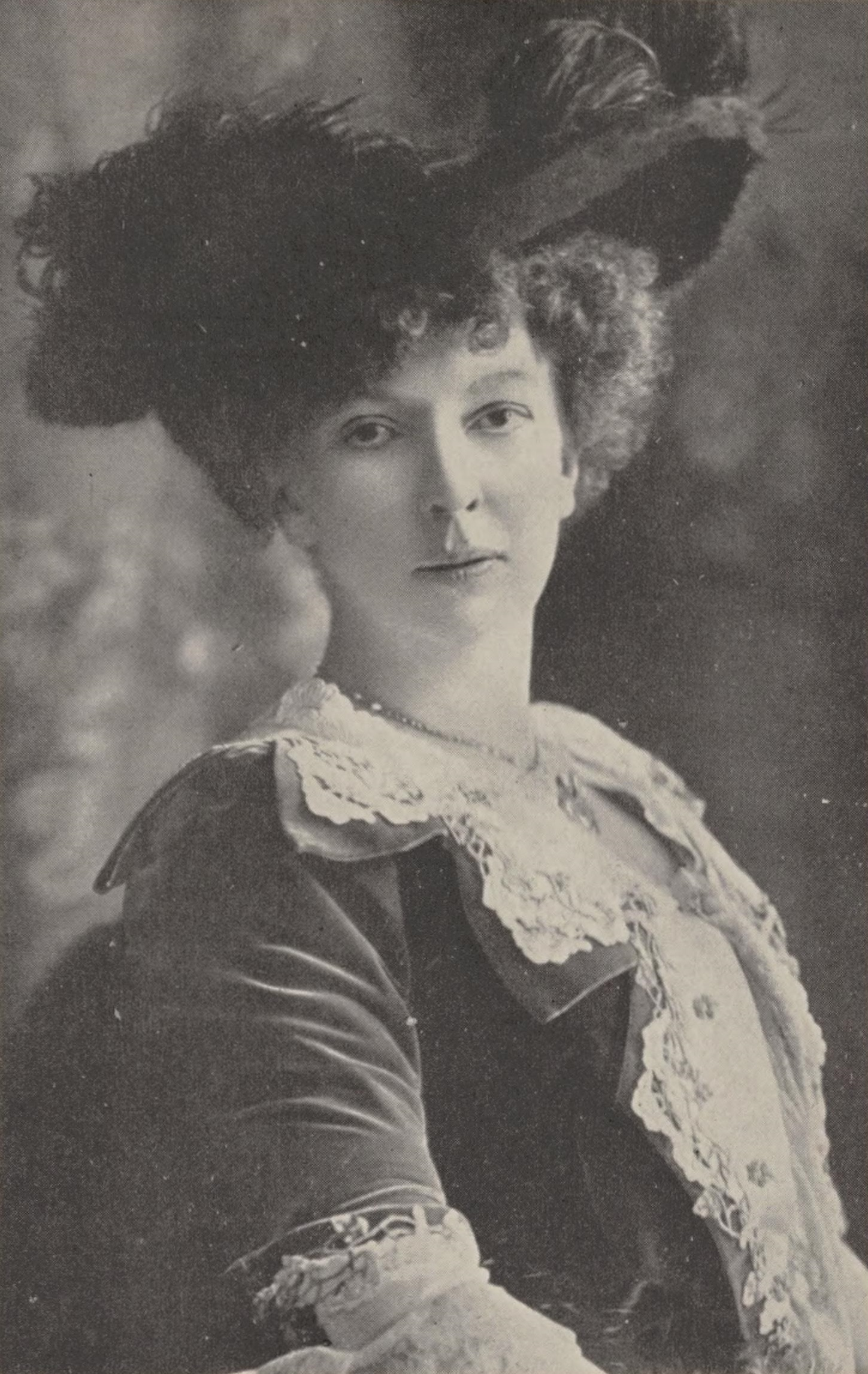
作曲家セシル・シャミナード(1857-1944)誕生。

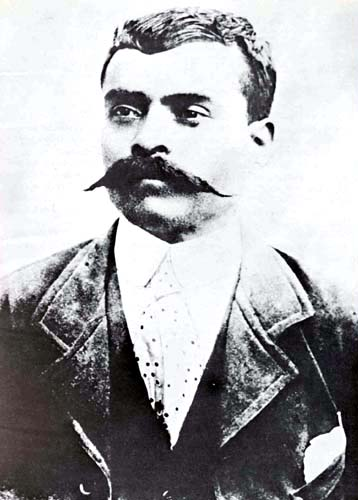
メキシコ革命の指導者の1人、エミリアーノ・サパタ(1879-1919)誕生。。

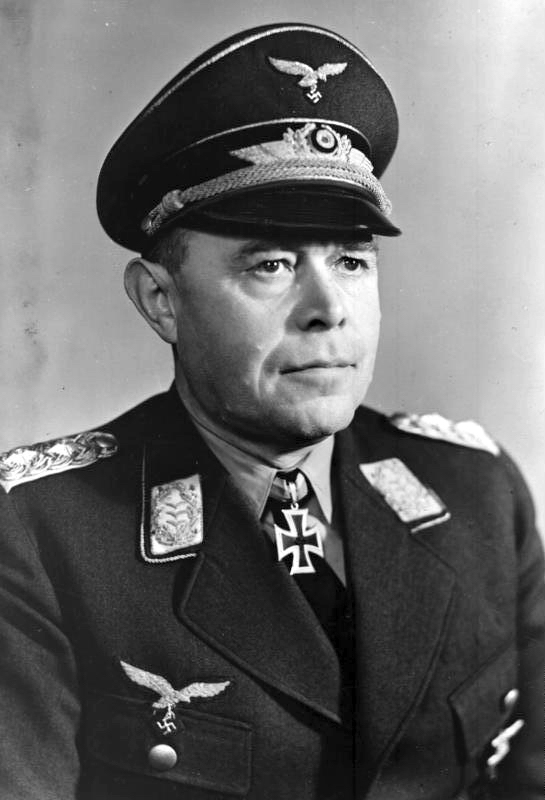
ナチス・ドイツの空軍元帥、アルベルト・ケッセルリンク(1881-1960)誕生。

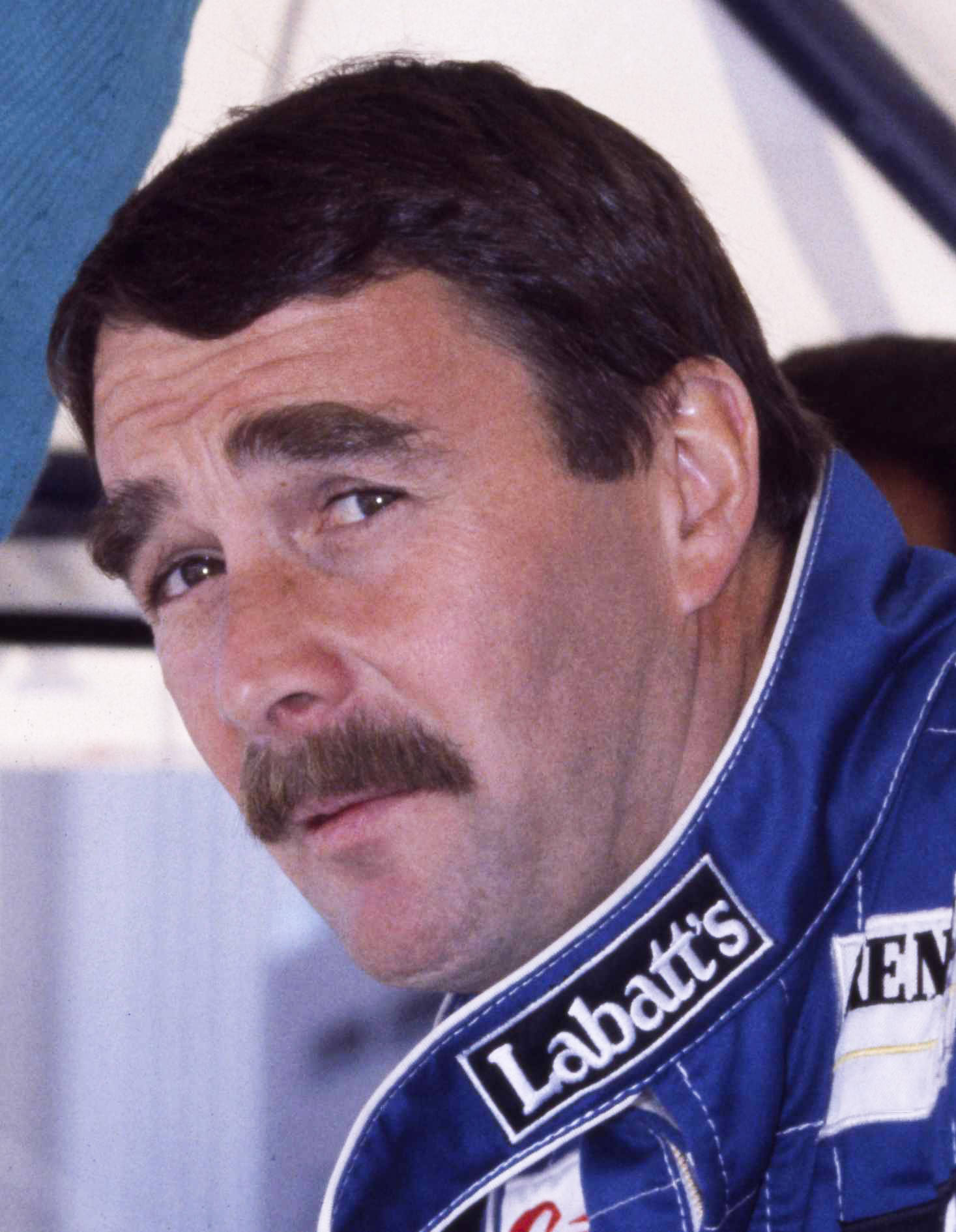
F1ドライバー、ナイジェル・マンセル(1953-)誕生。

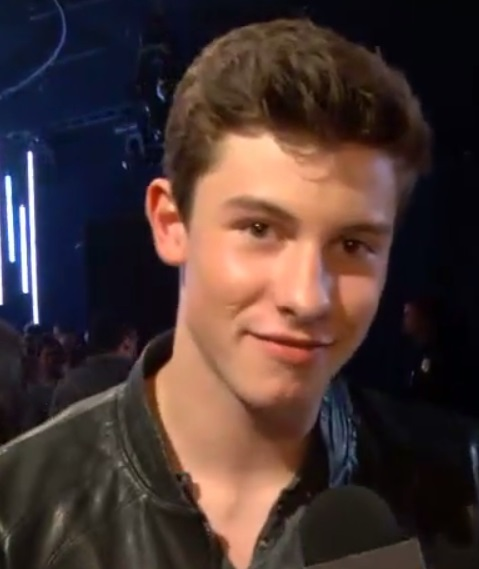
シンガーソングライター、ショーン・メンデス(1998-)誕生。

- 1079年（承暦3年7月3日） - 堀河天皇、第73代天皇（+ 1107年）
- 1694年 - フランシス・ハッチソン、哲学者 (+ 1746年)
- 1709年（宝永6年7月3日） - 徳川家継、江戸幕府第7代将軍（+ 1716年）
- 1741年（寛保元年6月27日） - 宗義暢、第10代対馬国府中藩主（+ 1778年）
- 1764年（明和元年7月11日） - 上杉治広、第10代出羽国米沢藩主（+ 1822年）
- 1798年（寛政10年6月26日） - 松平光庸、第8代信濃国松本藩主（+ 1878年）
- 1838年 - ゲオルク、ザクセン王国第6代国王（+ 1904年）
- 1839年 - オットー・フィンシュ、民俗学者・博物学者、探検家（+ 1917年）
- 1857年 - セシル・シャミナード、作曲家、ピアニスト（+ 1944年）
- 1857年 - ヘンリー・フェアフィールド・オズボーン、古生物学者、地質学者（+ 1935年）
- 1861年 - ウィリアム・ベイトソン、遺伝学者（+ 1926年）
- 1864年 - トード・ラムゼイ、元プロ野球選手（+ 1906年）
- 1879年 - 寺内寿一、陸軍軍人（+ 1946年）
- 1879年 - エミリアーノ・サパタ、メキシコ革命指導者（+ 1919年）
- 1881年 - エヴァルト・フォン・クライスト、軍人（+ 1954年）
- 1883年 - 土肥原賢二、陸軍軍人（+ 1948年）
- 1884年 - サラ・ティーズデール、詩人（+ 1933年）
- 1890年 - 務台理作、哲学者（+ 1974年）
- 1891年 - アドルフ・ブッシュ、ヴァイオリニスト（+ 1952年）
- 1891年 - 木下源吾、政治家（+ 1965年）
- 1892年 - 三遊亭小圓朝 (3代目)、落語家（+ 1973年）
- 1897年 - ニコラス・ポッペ、言語学者（+ 1991年）
- 1899年 - ヴィクター・ヤング、作曲家、バイオリニスト（+ 1956年）
- 1901年 - アーネスト・ローレンス、物理学者（+ 1958年）
- 1902年 - ポール・ディラック、物理学者（+ 1984年）
- 1905年 - アンドレ・ジョリヴェ、作曲家（+ 1974年）
- 1905年 - 池田不二男、作曲家（+ 1943年）
- 1907年 - 長谷川周重、経営者（+ 1998年）
- 1907年 - ベニー・カーター、ジャズサクソフォーン奏者（+ 2003年）
- 1908年 - 植草甚一、映画・音楽評論家、エッセイスト（+ 1979年）
- 1908年 - エミリオ・フロレス・マルケス、男性長寿世界一（+ 2021年）
- 1910年 - シルヴィア・シドニー、女優（+ 1999年）
- 1915年 - 天藤真、推理作家（+ 1983年）
- 1915年 - 堀内平八郎、浜松ホトニクス創業者（+ 1997年）
- 1915年 - 宮崎吉政、ジャーナリスト、政治評論家（+ 2006年）
- 1918年 - 吉野文六、外交官（+ 2015年）
- 1919年 - ディノ・デ・ラウレンティス、映画プロデューサー（+ 2010年）
- 1926年 - 古田武彦、思想史学者、古代史研究家（+ 2015年）
- 1926年 - 畑中時雄、元プロ野球選手（+ 1995年）
- 1927年 - 岩井半四郎 (10代目)、歌舞伎役者（+ 2011年）
- 1929年 - ヨゼフ・スーク、ヴァイオリニスト（+ 2011年）
- 1930年 - ジョーン・モンデール、アメリカ合衆国のセカンドレディ（+ 2014年）
- 1931年 - ロジャー・ペンローズ、数理物理学者
- 1933年 - 近藤洋介、俳優（+ 2024年）
- 1933年 - ロミ・山田、女優、歌手
- 1933年 - 田辺昭三、考古学者（+ 2006年）
- 1934年 - 藤田和弘、アナウンサー
- 1934年 - 長坂衛、元プロ野球選手
- 1934年 - 中島貞夫、映画監督（+ 2023年）
- 1934年 - 牧野庄三、実業家（+ 2022年）
- 1936年 - フランク・ハワード、元プロ野球選手（+ 2023年）
- 1937年 - ダスティン・ホフマン、俳優
- 1937年 - 藤本勝巳、元プロ野球選手
- 1938年 - もず唱平、作詞家
- 1939年 - 児玉三代子、元バレーボール選手
- 1941年 - 和田洋子、政治家
- 1942年 - 森中小三郎、実業家、元成田国際空港株式会社社長（+ 2020年）
- 1942年 - 平井誠一、元プロ野球選手
- 1943年 - 細川律夫、政治家
- 1944年 - 麦人、声優
- 1947年 - 幸斉たけし、歌手、ソングライター
- 1947年 - ホセ・クルーズ、元プロ野球選手
- 1948年 - 前田美波里、女優
- 1948年 - 八月真澄、歌手
- 1948年 - 吉野正芳、政治家
- 1948年 - 山本幸三、政治家
- 1948年 - 高橋雄一、アナウンサー
- 1948年 - 松永章、サッカー選手、指導者
- 1949年 - キース・キャラダイン、俳優
- 1949年 - ベーラ・マジャーリ、ハンガリー空軍大佐
- 1949年 - 楠本秀雄、元プロ野球選手
- 1949年 - レイ・ダリオ、投資家
- 1951年 - 押井守、映画監督
- 1951年 - マーティン・ブレスト、映画監督
- 1951年 - ルイ・ファン・ハール、元サッカー選手、指導者
- 1952年 - 池畑慎之介、歌手、俳優、舞踊家
- 1952年 - 織田無道、僧侶（+ 2020年）
- 1952年 - ヨースタイン・ゴルデル、小説家
- 1953年 - ナイジェル・マンセル、F1ドライバー
- 1953年 - ロイド・オースティン、政治家、アメリカ合衆国国防長官
- 1953年 - 緑川信之、図書館情報学研究者
- 1954年 - 松本匡史、元プロ野球選手
- 1956年 - 清原なつの、漫画家
- 1956年 - 須田清見、元プロ野球選手
- 1958年 - 日笠淳、プロデューサー
- 1958年 - 西村昭宏、元サッカー選手、指導者
- 1959年 - 高橋洋、映画監督、脚本家
- 1960年 - 新井素子、SF作家
- 1960年 - 北天佑勝彦、元大相撲力士、年寄13代二十山（+ 2006年）
- 1961年 - ジ・エッジ、ギタリスト
- 1961年 - 久保田雅人、声優
- 1961年 - DJ KOO、ミュージシャン（TRF）
- 1962年 - 真地勇志、声優
- 1962年 - 大津一洋、元プロ野球選手
- 1963年 - 道木広志、テレビプロデューサー
- 1963年 - 影山正彦、レーシングドライバー
- 1963年 - 露木康浩、警察官僚
- 1963年 - 田中要次、俳優
- 1963年 - 篠原恵美、声優（+ 2024年）
- 1963年 - 深見梨加、声優
- 1963年 - 御米椎、漫画家、イラストレーター
- 1964年 - 久保田雅晴、国土交通技官
- 1964年 - ジュゼッペ・コンテ、政治家、第58代イタリア首相
- 1967年 - 天海祐希、女優
- 1967年 - 東野幸治、お笑い芸人
- 1967年 - 藤代冥砂、写真家
- 1967年 - シェーン・ガラース、ドラマー、ミュージシャン
- 1967年 - マット・ホワイトサイド、元プロ野球選手
- 1969年 - フェイ・ウォン、歌手、女優
- 1970年 - 種子田健、ミュージシャン
- 1970年 - 笹口悦民、写真家、撮影監督
- 1970年 - 堀江賢治、元プロ野球選手、監督
- 1970年 - 里美和、元プロレスラー、キリスト教伝道師
- 1971年 - 河合美果、元ヌードモデル
- 1971年 - 林明美、アニメーター、キャラクターデザイナー
- 1972年 - 三河かおり、アナウンサー
- 1972年 - 織田淳哉、元プロ野球選手
- 1972年 - アナスタシア・チェボタリョーワ、ヴァイオリニスト
- 1973年 - マーク・ウィルズ、カントリー歌手
- 1974年 - 多田健二、お笑いタレント（COWCOW）
- 1975年 - 田中誠、元サッカー選手
- 1975年 - 加山徹、俳優
- 1975年 - 上林美穂、元レスリング選手
- 1976年 - 安藤玉恵、女優
- 1976年 - 三笠山出月、元漫画家
- 1976年 - 高橋直樹、元サッカー選手、指導者
- 1976年 - JC・シャゼイ、ミュージシャン
- 1977年 - 猫ひろし、タレント
- 1977年 - 鈴木隼人、政治家
- 1977年 - 松井千夏、スカッシュ選手
- 1977年 - 小澤栄里、元タレント
- 1977年 - 新垣寿子、元歌手（元SUPER MONKEY'S）
- 1978年 - 和泉聡志、ギタリスト
- 1978年 - ハヤシ、ミュージシャン（POLYSICS）
- 1978年 - 白石美帆、女優
- 1978年 - 桑谷夏子、声優
- 1978年 - コカドケンタロウ、お笑いタレント（ロッチ）
- 1978年 - アレクシス・ゴメス、元プロ野球選手
- 1978年 - ルイ・サハ、サッカー選手
- 1979年 - 吉村圭司、元サッカー選手
- 1979年 - リチャード・ライアン、レーシングドライバー
- 1980年 - 加藤理絵、元バレーボール選手
- 1980年 - 田尾耕太郎、歯科医師
- 1980年 - ディエゴマー・マークウェル、野球選手
- 1980年 - クレイグ・ブレスロウ、プロ野球選手
- 1981年 - 阿部裕太、バレーボール選手
- 1981年 - 飯田圭織、歌手、タレント（元モーニング娘。）
- 1981年 - ロジャー・フェデラー、テニス選手
- 1982年 - 三木均、元プロ野球選手
- 1982年 - 渡瀬雄太、元スキージャンプ選手
- 1982年 - ロス・オーレンドルフ、プロ野球選手
- 1982年 - ファハド・ファーシル、俳優
- 1983年 - 金原ひとみ、小説家
- 1983年 - 安藤誠之、歌手
- 1983年 - あれ慎之助、ものまねタレント
- 1984年 - 橋本マナミ、タレント、グラビアアイドル
- 1984年 - 中村昌永、空手家
- 1984年 - 長峰昌司、元プロ野球選手
- 1984年 - ユ・ホリン、女優
- 1986年 - FUJI、ドラマー（WANIMA）
- 1987年 - ケイティ・リューング、女優
- 1987年 - 稲葉将太、歯科医師
- 1988年 - 宮城鈴菜、プロボウラー
- 1988年 - リンク・シン、元プロ野球選手
- 1988年 - イ・ウンソン、女優
- 1989年 - 伊藤俊介、お笑いタレント（オズワルド）
- 1990年 - 渡辺大知、俳優、ミュージシャン（黒猫チェルシー）
- 1990年 - 久保尚暉、俳優
- 1990年 - 海蔵亮太、歌手、YouTuber
- 1990年 - 佐藤あや、タレント
- 1990年 - 桜子、アイドル（元Predia）
- 1990年 - 赤木野々花、アナウンサー
- 1990年 - 内田清輝、映画監督
- 1990年 - 森永ひよこ、元AV女優
- 1990年 - アベル・エルナンデス、サッカー選手
- 1991年 - バレッタ裕、声優
- 1991年 - 行平あい佳、女優
- 1992年 - 逢田梨香子、声優
- 1992年 - 内藤有海、声優
- 1992年 - 福田周平、プロ野球選手
- 1993年 - 藤岡裕大、プロ野球選手
- 1993年 - 川越ゆい、AV女優
- 1993年 - 中島宏海、元サッカー選手
- 1994年 - 河邑ミク、お笑いタレント
- 1994年 - 田中和基、プロ野球選手
- 1994年 - 朝志雄亮賀、大相撲力士
- 1994年 - 夏未エレナ、元女優、元ファッションモデル
- 1995年 - 森友哉、プロ野球選手
- 1995年 - S.COUPS、アイドル（SEVENTEEN）
- 1996年 - 磯原杏華、アイドル（元SKE48）
- 1996年 - 松岡菜摘、アイドル（元HKT48）
- 1996年 - 遼花、女優、タレント、歌手
- 1996年 - 髙濱祐仁、プロ野球選手
- 1996年 - 大友潤、野球選手
- 1996年 - 石垣幸大、元プロ野球選手
- 1996年 - 平岡アンディ、プロボクサー
- 1997年 - アオワイファイ、音楽家、ボカロP
- 1997年 - 小川航基、サッカー選手
- 1997年 - 中村晨、元プロ野球選手
- 1997年 - ヨンフン、アイドル（THE BOYS）
- 1997年 - Ryuga、ミュージシャン（まるりとりゅうが）
- 1998年 - 松永有紗、女優、モデル、アイドル
- 1998年 - ショーン・メンデス、歌手
- 1999年 - シャオジュン、アイドル（NCT）
- 2000年 - 岡田彩夢、アイドル（虹のコンキスタドール）
- 2001年 - 賀喜遥香、アイドル（乃木坂46）
- 2001年 - 北川悠理、アイドル（元乃木坂46）
- 2001年 - 長谷川新奈、元アイドル（元AKB48）
- 2002年 - 田畑百葉、カーリング選手
- 2002年 - イ・カンソン、アイドル、モデル（GHOST9）
- 2003年 - カン・スンチャン、アイドル（Newkidd）
- 2003年 - 長島暉実、俳優
- 2005年 - さくら、モデル、YouTuber
- 2005年 - アリサ・リュウ、フィギュアスケート選手
- 2006年 - 関谷瑠紀、ファッションモデル
- 2006年 - キャム・カミニティ、野球選手
- 生年不詳 - 高瀬一矢、ソングライター、音楽家、編曲家、音楽プロデューサー、DJ
- 生年不詳 - 小野寺梓、アイドル（fav me、元真っ白なキャンバス）
- 生年不詳 - 永久輝せあ、女優、宝塚歌劇団花組
- 生年不詳 - 海乃るり、声優
- 生年不詳 - 桜木アミサ、声優
- 生年不詳 - 中村達也、声優
- 生年不詳 - 吉川寛司、声優
- 生年不詳 - 中村なぎさ、アナウンサー

## 忌日

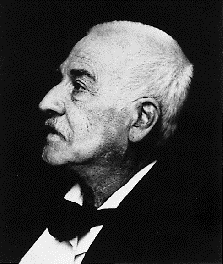
歴史家ヤーコプ・ブルクハルト(1818-1897)没。

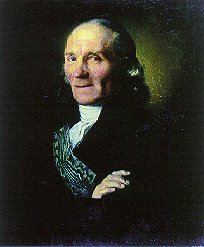
植物学者カール・ペーテル・ツンベルク（1743-1828)没。

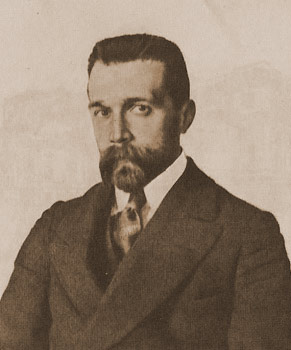
作曲家ニコライ・ミャスコフスキー(1881-1950)没。

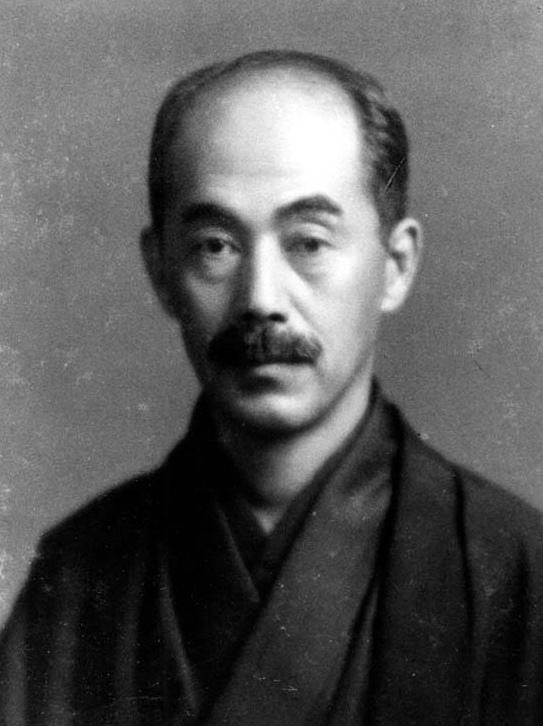
民俗学者柳田國男(1875-1962)没。

- 869年 - ロタール2世、ロタリンギア王（* 835年）
- 1553年 - ジローラモ・フラカストロ、科学者（* 1478年）
- 1693年（元禄6年7月7日） - 池田光仲、初代鳥取藩主（* 1630年）
- 1736年（元文元年7月2日） - 荷田春満、国学者（* 1669年）
- 1746年 - フランシス・ハッチソン、哲学者 (* 1694年)
- 1759年 - カール・ハインリヒ・グラウン、作曲家（* 1704年頃）
- 1788年 - ルイ・フランソワ・アルマン・ド・ヴィニュロー・デュ・プレシ、フランスの元帥（* 1696年）
- 1796年 - フランツ・アントン・マウルベルチュ（英語版）、画家、彫刻家 (* 1724年)
- 1801年（享和元年6月29日） - 細井平洲、儒学者（* 1728年）
- 1827年 - ジョージ・カニング、政治家、イギリス首相（* 1770年）
- 1828年 - カール・ツンベルク、植物学者（* 1743年）
- 1845年（弘化2年7月6日） - 徳川斉荘、第4代田安家当主・第12代尾張藩主（* 1810年）
- 1867年 - マリーア・テレーザ、両シチリア王フェルディナンド2世の妃（* 1816年）
- 1873年 - アントワーヌ・シャントルイユ、画家（* 1814年）
- 1879年 - イマヌエル・ヘルマン・フィヒテ、神学者、思想家（* 1797年）
- 1886年 - 玉乃世履、初代・第3代大審院長（* 1825年）
- 1897年 - ヤーコプ・ブルクハルト、歴史家（* 1818年）
- 1898年 - ウジェーヌ・ブーダン、画家（* 1824年）
- 1899年 - 矢田部良吉、植物学者（* 1851年）
- 1902年 - ジョン・ヘンリー・トワックトマン、画家（* 1853年）
- 1905年 - ジョン・ウィリアム・オーグル、医師（* 1824年）
- 1908年 - ヨーゼフ・マリア・オルブリッヒ、建築家（* 1867年）
- 1909年 - ジョセフ・フレデリック・ホワイトエイブス（英語版）、古生物学者（* 1835年）
- 1916年 - 山葉寅楠[14]、技術者、実業家、ヤマハ創業者（* 1851年）
- 1932年 - スティーブ・ベリャン、元プロ野球選手（* 1849年）
- 1933年 - 伊藤直純、政治家（* 1860年）
- 1934年 - ウィルバート・ロビンソン、元プロ野球選手（* 1863年）
- 1944年 - エルヴィン・フォン・ヴィッツレーベン、ドイツ陸軍の元帥（* 1881年）
- 1944年 - エーリヒ・ヘプナー、ドイツ陸軍の上級大将（* 1888年）
- 1944年 - ミハエル・ヴィットマン、ナチス・ドイツ親衛隊大尉（* 1914年）
- 1950年 - ニコライ・ミャスコフスキー、作曲家（* 1881年）
- 1952年 - アドルフ・アレクサンダー・ウェインマン（英語版）、彫刻家（* 1870年）
- 1954年 - 前田普羅、俳人（* 1884年）
- 1954年 - 加賀正太郎、実業家、元加賀証券社長（* 1888年）
- 1959年 - ヘンリー・セントジョージ・タッカー、教育者、元立教学院総理、元米国聖公会総裁主教（* 1874年）
- 1961年 - 梅蘭芳、京劇俳優（* 1894年）
- 1962年 - 柳田國男、民俗学者（* 1875年）
- 1965年 - シャーリイ・ジャクスン、作家（* 1916年）
- 1967年 - 藤原あき、タレント、政治家（* 1897年）
- 1968年 - フリッツ・シュティードリー、指揮者（* 1883年）
- 1970年 - 長井真琴、仏教学者（* 1881年）
- 1973年 - 阪本牙城、漫画家、水墨画家（* 1895年）
- 1973年 - ホセ・ビジャロンガ、サッカー指導者（* 1919年）
- 1974年 - バルドゥール・フォン・シーラッハ、ヒトラー・ユーゲントの指導者（* 1907年）
- 1974年 - いわさきちひろ、画家（* 1918年）
- 1975年 - キャノンボール・アダレイ、音楽家（* 1928年）
- 1976年 - 宮下秀洋、囲碁棋士（* 1913年）
- 1979年 - 羽田武嗣郎、政治家（* 1903年）
- 1981年 - 周東英雄、政治家、官僚、元農林大臣、国務大臣、自治大臣（* 1898年）
- 1982年 - 木村篤太郎、官僚、弁護士、政治家、第19代検事総長、第16代第一東京弁護士会会長、初代法務大臣、初代防衛庁長官（* 1886年）
- 1982年 - ジョン・ローレンス・サリヴァン、国防総省発足後初のアメリカ合衆国海軍長官（* 1899年）
- 1984年 - かがみ♪あきら、漫画家（* 1958年）
- 1985年 - ルイーズ・ブルックス、女優（* 1906年）
- 1986年 - 野本喜一郎、元プロ野球選手（* 1922年）
- 1987年 - 佐藤佐太郎、歌人（* 1909年）
- 1989年 - エンリコ・ロレンツェッティ、オートバイレーサー（* 1911年）
- 1989年 - 黒田靖之助、経営者、元コクヨ社長（* 1919年）
- 1990年 - 坊秀男、政治家、、第44代厚生大臣、第81代大蔵大臣（* 1904年）
- 1991年 - ジェームズ・アーウィン、宇宙飛行士、空軍軍人、牧師（* 1930年）
- 1992年 - 小谷正一、イベント・プロデューサー（* 1912年）
- 1993年 - 渡部雄吉、写真家（* 1924年）
- 1993年 - ロイ・ロンドン（英語版）、俳優、ディレクター（* 1943年）
- 1994年 - 荒牧寅雄、自動車技術者、実業家、元いすゞ自動車社長（* 1902年）
- 1994年 - 鳳啓助、俳優、漫才師（* 1923年）
- 1995年 - 田辺哲夫、政治家（* 1929年）
- 1996年 - ネヴィル・モット、物理学者（* 1905年）
- 1996年 - 星野道夫、写真家（* 1952年）
- 1997年 - 渡辺喜恵子、小説家（* 1913年）
- 1998年 - 村山聖、将棋棋士（* 1969年）
- 2000年 - 大友昇、将棋棋士（* 1931年）
- 2001年 - 萩原吉太郎、実業家、元北海道炭砿汽船社長、元札幌テレビ放送（STV）社長（* 1902年）
- 2001年 - 小葉田淳、歴史学者（* 1905年）
- 2002年 - 降旗武彦、経営学者、京都大学名誉教授（* 1922年）
- 2003年 - マーサ・チェイス、遺伝学者（* 1927年）
- 2004年 - フェイ・レイ、女優（* 1907年）
- 2004年 - レオン・ゴラブ（英語版）、画家（* 1922年）
- 2005年 - バーバラ・ベル・ゲデス、女優（* 1922年）
- 2005年 - 若原泰之、実業家、元朝日生命保険社長（* 1926年）
- 2006年 - デューク・ジョーダン、ジャズピアニスト（* 1922年）
- 2006年 - 斎藤伯好、翻訳家、作家（* 1935年）
- 2006年 - 佐藤隆、騎手（* 1957年）
- 2006年 - 団優太、俳優、歌手（* 1967年）
- 2007年 - メルヴィル・シェイヴェルソン（英語版）、映画監督、プロデューサー、脚本家、作家（* 1917年）
- 2007年 - 奈良陽、アナウンサー（* 1942年）
- 2007年 - 馬力（英語版）、政治家（* 1952年）
- 2008年 - 竹本綱吉[15]、女流義太夫（* 1905年）
- 2008年 - 田中殖一、実業家、徳島製粉創業者（* 1907年）
- 2008年 - 久保田真苗、政治家、元経済企画庁長官（* 1924年）
- 2008年 - 山之内秀一郎、元東日本旅客鉄道会長・元宇宙航空研究開発機構理事長（* 1933年）
- 2008年 - オービル・ムーディ、プロゴルファー（* 1933年）
- 2008年 - 坂間勇、物理学者（* 1935年）
- 2009年 - タハ・モーヒエッディン・マールーフ（英語版）、政治家、元イラク副大統領（* 1924年）
- 2009年 - チョネ・ライロモ（英語版）、ラグビー選手（* 1981年）
- 2009年 - ダニエル・ハルケ、サッカー選手（* 1983年）
- 2010年 - パトリシア・ニール、女優（* 1926年）
- 2011年 - 武富明[16]、実業家、元NHK専務理事（* 1920年または1921年）
- 2011年 - 河野昭修、元プロ野球選手（* 1930年）
- 2013年 - レジーナ・レズニック、ソプラノ歌手、メゾ・ソプラノ歌手（* 1922年）
- 2013年 - 河内山重高、実業家、元山陽放送社長 （* 1927年）
- 2013年 - カレン・ブラック、女優（* 1939年）
- 2014年 - 徳臣晴比古[17]、医学者、熊本大名誉教授（* 1917年）
- 2016年 - 山田登世子、フランス文学者、エッセイスト、愛知淑徳大学名誉教授（* 1946年）
- 2017年 - 瀬能礼子、声優（* 1933年）
- 2017年 - リウス、イラストレーター、漫画家（* 1934年）
- 2017年 - 出光元、俳優（* 1935年）
- 2017年 - グレン・キャンベル、ミュージシャン（* 1936年）
- 2017年 - 真理明美、女優（* 1941年）
- 2018年 - ロバート・フェレル、歴史学者、インディアナ大学名誉教授（* 1921年）
- 2018年 - 翁長雄志、政治家、元沖縄県那覇市長、元沖縄県知事（* 1950年）
- 2019年 - 安武洋子、政治家（* 1928年）
- 2019年 - ジャン＝ピエール・モッキー、映画監督、脚本家、俳優（* 1933年）
- 2020年 - 望月幸明、政治家（* 1924年）
- 2020年 - エリック・グリューエンバーグ、ヴァイオリニスト（* 1924年）
- 2020年 - 金子尚志、実業家、元NEC社長（* 1933年）
- 2021年 - ポール・ヘリヤー、エンジニア、政治家（* 1923年）
- 2021年 - 大久保昌男[18]、実業家、日本電子材料創業者（* 1923年）
- 2021年 - 蒔田さくら子、歌人（* 1929年）
- 2021年 - 斎藤雅広、ピアニスト、作曲家、編曲家（* 1958年）
- 2022年 - 敷山哲洋、実業家、NIPPURA創業者（* 1933年）
- 2022年 - 神野耕太郎、医学者、生理学者（* 1934年）
- 2022年 - 中井久夫、医学者、精神科医（* 1934年）
- 2022年 - オリビア・ニュートン＝ジョン、歌手（* 1948年）
- 2023年 - 大塚滋、食品化学者、食物史研究者（* 1928年）
- 2023年 - フェデリコ・バーモンテス、自転車競技選手（* 1928年）
- 2023年 - グドール・ゴンドウェ、政治家、元マラウイ財務大臣（* 1936年）
- 2023年 - シクスト・ロドリゲス、ミュージシャン（* 1942年）
- 2023年 - ジェイミー・リード、グラフィックデザイナー（* 1947年）
- 2024年 - 高谷茂男、実業家、政治家、第33・34代岡山県岡山市長、元おもちゃ王国・チボリジャパン社長（* 1937年）
- 2024年 - スティーヴ・シムズ、政治家（* 1938年）
- 2024年 - イッサ・ハヤトウ、元国際サッカー連盟副会長、元アフリカサッカー連盟会長（* 1946年）
- 2024年 - 武内千佳、実業家、不動産プランナー（* 1985年）
- 2025年 - 琴富士孝也、大相撲力士、タレント（* 1964年）
- 2025年 - 神足茂利、プロボクサー（* 1996年）

## 記念日・年中行事
日本記念日協会によると、同協会が認定した8月8日の記念日は74件あり、一年の中で最も多い日となっている（2025年8月1日現在）。2位が10月10日、3位が11月11日。

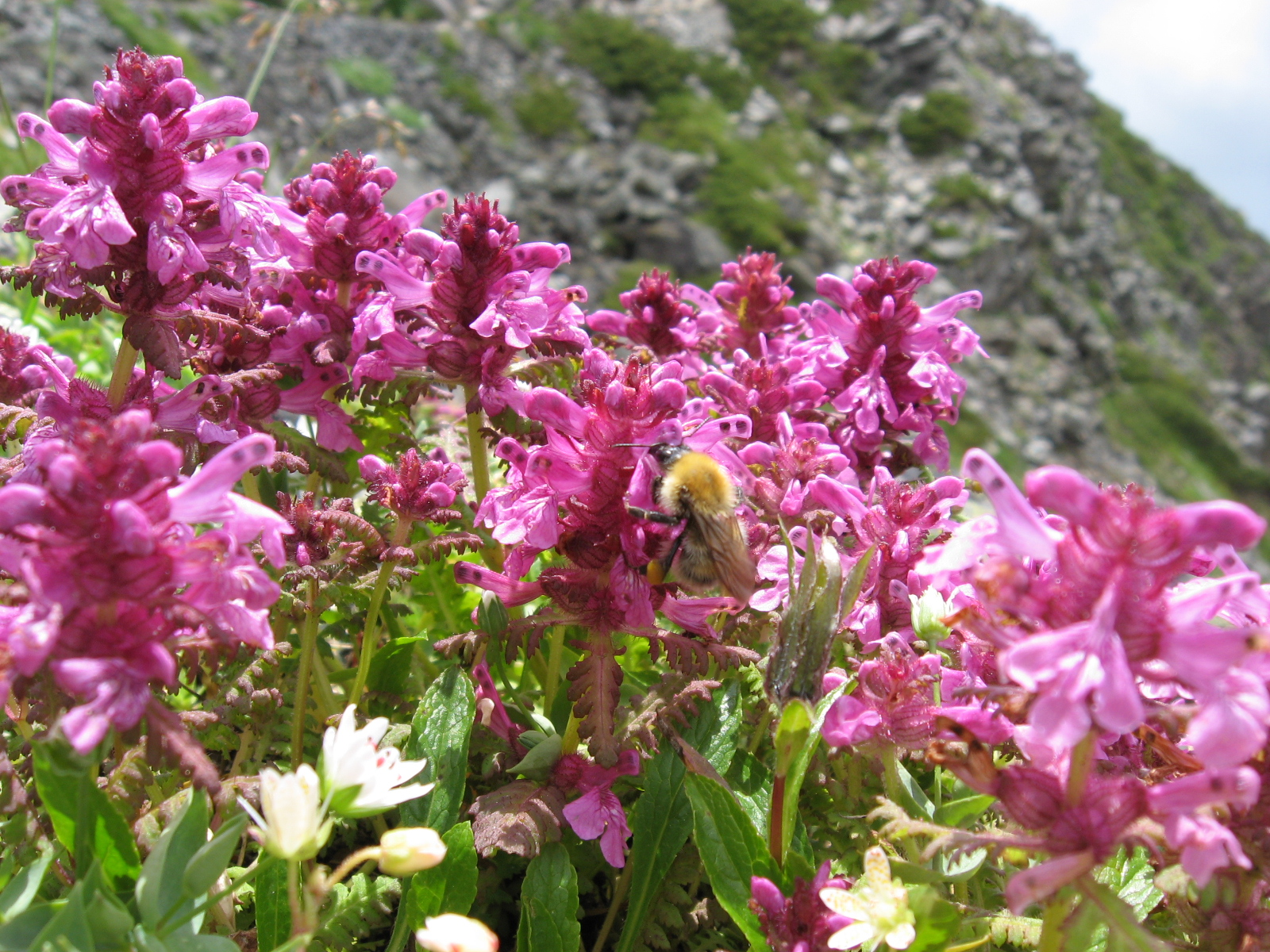
立秋（8日頃）。画像はタカネシオガマ

名古屋市章。○八となっている。

- 立秋（ 日本）※年により異なり8月7日になることもある（2030年代まで閏年の前年は、この日が立秋となる）
二十四節気の1つ。太陽の黄経が135度の時で、夏至と秋分の中間にあたる。暦の上ではこの日から秋になるが、実際には残暑が厳しく一年で最も暑い時期。この日を境に、暑中見舞いではなく残暑見舞いを出すようになる。
- 鍵盤の日（ 日本）
ピアノの鍵盤の数が88鍵であることから。ピアノとボーカルのユニット「ナチュラル ハイ」が制定[19]。
- 地球歌の日（ 日本）
国境や人種を越えて人々が歌い合う日。日付は広島が被爆した8月6日と長崎が被爆した8月9日の間で平和への願いを込める意味と、丸を重ねた形の数字の8が二つ続く日から丸い地球をイメージ。平和を願い歌い続けている歌手の呼びかけにより生まれた[20]。
- 笑いの日（ 日本）
笑い声「ハ(8)ハ(8)ハ」の語呂合わせから。「笑いの日を作る会」が1994年に制定[21]。
- スマイル記念日（ 日本）
漢字の「八」が末広がりで笑顔が世界中に広がるようにと、88が笑い声の「ハハッ」と読めることから。2008年制定[22]。
- 歯並びの日（ 日本）
正しい矯正歯科治療の普及を目的としている。8と8で歯（8）並びの語呂合わせと、笑いの声の「ハッハッハッ」のイメージが健康をテーマとした矯正歯科にふさわしいことから。日本臨床矯正歯科医会が制定[23]。
- 親孝行の日（ 日本）
「ハハ」「パパ」の語呂合わせから。 親孝行全国推進運動本部が1989年に制定[24]。
  - ハハとチチに感謝する日（ 日本）
大阪府大阪市に本社を置く株式会社山星屋が制定。お菓子を通じて夢と安らぎを提供するという同社の理念から、母と父に感謝の気持ちを伝えることで家族の絆を深めてもらいたいとの願いから。日付は8（ハチ）と8（ハチ）の音を組み合わせると母（ハハ）と父（チチ）となることと、8を横に倒すと∞（無限）となり、いつまでも家庭円満で幸せが続くようにとの思いから[25]。
- パパの日（ 日本）
8と8で「パパ」と読む語呂合わせから。この日はパパが家族のために家事や育児、買い物などをする日。東日本大震災以降、家族の絆の大切さを感じる人が増え、家事の分担、子育てに積極的なイクメン、料理をする主夫などが多くなったことから、企業の広告などを手がけるシーレックス株式会社のコミュニケーションサービスカンパニー(CSC)が制定[26]。
- おばあさんの日（ 日本）
8と8でおばあさんの愛称である「ばあ(8)ば(8)」の語呂合せから。おばあさんに感謝する日。あわせて2月2日を「おじいさんの日」としている。伊藤忠食品株式会社が制定。高齢化が進むなか「敬老の日」だけでなく「母の日」のようにアピールをしていく[27]。
- 子ども会の日（ 日本）
3月3日の「ひな祭り」と5月5日の「端午の節句」を足した日が、8月8日となることから、全国子ども会連合会が制定。同会の主催する行事のほか、毎年、各地で催し物が行なわれている[28]。
- イキイキワークワークの日（ 日本）
8と8でイキイキワクワクのワクワクをワークワーク（work＝仕事）と読む語呂合わせから。「イキイキワクワク」をコンセプトにしている株式会社キャレオは、働く人がより良い環境で働けるようにとこの日を働く人を応援する日とした。総合人材サービス業を展開する株式会社キャレオが制定[29]。
- LOVOTの日（ 日本）
家族型ロボット「LOVOT（らぼっと）」の開発を手がける GROOVE X 株式会社が制定。「命はないのに、あったかい。それは、あなたに愛されるために生まれてきた。」をコンセプトとするLOVOTを、より多くの人に知ってもらうのが目的。日付はLOVOTの形が球体を2つ重ねたイメージで、シルエットが数字の8に似ていることと、2体で協調して動くという特徴があることから8月8日に[30]。
- やまなし山の日・ぎふ山の日（ 日本）
漢字の「八」が山の形に似ていることから岐阜県、山梨県が制定。山に親しむイベントなどを開いている。なお、2016年から8月11日に日本の国民の祝日としての「山の日」が実施されている。
- パパウォッシュの日
8と8でパパウォッシュの「パパ」の語呂合わせから。パパウォッシュはパパイヤからとった天然植物酵素に乾燥卵白を配合した洗顔料。会社設立のきっかけとなったパパウォッシュ洗顔の感動を多くの人に伝えたいとの思いから、化粧品や健康食品を販売する株式会社イー・エス・エスが制定。
- ぱちんこの日（ 日本）
身近で手軽な大衆娯楽として発展を続けるぱちんこ遊技のPRを目的としている。8と8を「パチパチ」と読む語呂合わせ。昭和の初期に「ガチャンコ」「パチパチ」と呼ばれていた「ぱちんこ」の名前の由来となった玉を弾く音から。ぱちんこ遊技機などを製造する企業で構成する日本遊技機工業組合が制定[31]。
- DMMぱちタウンの日（ 日本）
株式会社DMM.comが制定。同社が運営するパチンコ関連アプリ「DMMぱちタウン」を、さらに多くの人に活用してもらうのが目的。日付は「DMMぱちタウン」がリリースされた2013年8月8日にちなむ。
- ひげの日（ 日本）
漢字の「八」が髭の形に似ていることと、88が「パパ」と読めることから。日本ワーナーランバード（現シック・ジャパン）が1978年に制定。
- 屋根の日（ 日本）
漢字の「八」が屋根の形に似ていることや屋根の屋（ヤ＝8）を重ねるのが瓦を重ねることに通じるなどの理由から。社団法人全日本瓦工事業連盟が制定[32]。
- 潤う瞳の日（ 日本）
粧美堂株式会社が制定。多くの女性に潤った美しい瞳になってほしいとの願いから。日付は8と8で「ぱちぱち」のまばたきの音から[33]。
- Dr.シーバのエラスチンの日（ 日本）
静岡県焼津市に本社を置く株式会社Dr.シーバが制定。マグロの海洋性エラスチンなどのたんぱく質を抽出して基礎化粧品を開発、販売しており、エラスチンの魅力と知名度を高めるのが目的。日付はバネ（8）、ハリ（8）の語呂合わせと、同社のロゴマークが8を横にした「∞」であることから。
- チョコラBBの日（ 日本）
エーザイ株式会社が制定。1952年に誕生し、人々のキレイと元気を60年以上に渡って応援し続けてきた「チョコラBB」が、記念日を通してさらなるエールを送ることが目的。日付は「チョコラBB」のBが数字の8に似ていることから8が重なるこの日に[34]。
- まるはちの日（ 日本）
1907年に、尾張徳川家が合印として使っていた「まるはち印（○に八）」を名古屋市の市章に決定し、その88年後の1996年（平成8年）に記念日を制定した。名古屋市が制定。名古屋市内各地でイベントが行われる。
- そろばんの日（ 日本）
88がそろばんをはじく「パチパチ」という音に通じることから。京都市に本部を置く社団法人全国珠算教育連盟が、そろばんの普及とその優れた機能をアピールするために1968年に制定。毎年全日本珠算選手権大会を開いている[35]。
- ひょうたんの日（ 日本）
数字の「8」がひょうたんの形に似ていることから。全日本愛瓢会が制定。
- がま口の日（ 日本）
がま口を閉める音が「パチン」と鳴ることから、京都市のがま口の専門店「あやの小路」を運営する秀和株式会社が制定。
- パヤオの日（ 日本）
1982年8月8日に日本国内で初めての浮魚礁（パヤオ）が伊良部島近海に設置されてから25年を迎えたこと記念して、2007年に宮古地区パヤオ管理運営委員会が制定[36]。
- 蝶々の日（ 日本）
沖縄県本部町の観光施設、琉宮城蝶々園が制定。蝶々の美しさなどの魅力を伝えるのが目的。日付は8の字を横にすると蝶々の姿に似ていることと、蝶々の食べ物が葉っぱという語呂合わせから。
- しろたんの日（ 日本）
たてごとあざらしのキャラクター「しろたん」の企画製造販売を手がける長野県長野市の株式会社クリエイティブ・ヨーコが制定。癒やしの魅力をさらに多くの人に知ってもらうことを目的としている。日付は1999年にデビューした「しろたん」の誕生日から[37]。
- プチプチの日（ 日本）
商品などのクッション材として使われる「プチプチ」のPRと、その用途の広がりを図ることを目的としている。数字の8が「プチプチ」の粒々の配列を連想させることと、8をパチと読むとプチと似ていることから。気泡シート「プチプチ」の専門メーカーの川上産業株式会社が制定[38]。
- 4Cの日（ 日本）
「ラザール ダイヤモンド」の販売代理店でブライダルジュエリー専門店を運営するプリモ・ジャパン株式会社が制定。ダイヤモンドの世界的評価基準である「4C」（ヨンシー=「カラット」「カラー」「クラリティ」「カット」の頭文字から）を広く普及させるのが目的。日付は8月8日の8と8はCを4つ重ねたように見え「4C」となることから[39]。
- ペアリングの日（ 日本）
ジュエリー・アクセサリーのショップを全国展開する株式会社ザ・キッスが制定。「ふたりの宝物」のペアリングの普及が目的。日付は数字の8が2本のリング（指輪）を重ねたように見えることから[40]。
- エプロンの日（ 日本）
株式会社エレグランスが制定。エプロンを使う楽しさ、選ぶ楽しさをさらに多くの人に広めて幸せになってもらうのが目的。日付は8と8で「ハッピーのハ（8）」と「エプロンのエ（8=エイト）」を合わせて[41]。
- デブの日（ 日本）
大日本肥満者連盟（大ピ連）が「8」の字のふくよかなイメージと、肥満型こそ水着が似合うことから制定。
- フジテレビの日（ 日本）
フジテレビの放送チャンネルが8チャンネルで、この日が8が並ぶ日であることから。フジテレビが1988年に制定。
- 米米CLUBの日（ 日本）
米の文字が八十八（=88）を組み合わせた漢字にちなんで、2008年に制定。
- ガシャポンの日（ 日本）
株式会社バンダイが制定。日付は「8」という数字が1977年に発売を開始したガシャポンのカプセルを2つ積み重ねた形に似ていることと、一年で最も「丸＝カプセル」が多い日であることから[42]。
- サステナブルファッションの日（ 日本）
株式会社ベクトルが制定。2030年のSDGs17の達成目標のうち日本において深刻な課題があるとされた6項目（⑤ジェンダー平等を実現しよう、⑫つくる責任つかう責任、⑬気候変動に具体的な対策を、⑭海の豊かさを守ろう、⑮陸の豊かさも守ろう、⑰パートナーシップで目標を達成しよう）について貢献できると考えている。8という数字を横にすると、無限を表す記号∞になるため、サステナブル＝持続になぞらえた。また、企業や個人が協力しながら、共に取り組もうという意思を込めて、８が2つ並ぶ8月8日を記念日とした[43]。
- トイドローンを楽しむ日（ 日本）
日本ドローンファイト協会が制定。世界共通であるトイドローンの形状と世界共通で存在する8月8日の形が似ている事に着目し、優れたコミュニケーションツールであるトイドローンを国際交流に使用していく事で世界各地と絆を結びドローンの平和利用としての価値を広めていくことが目的。平和利用を目的としているためクラウドファンディングを行い記念日の制定を行ったところがユニークであり日本発祥の新しいドローンスポーツの普及に一躍を担っている[44]。
- やれないこと、やってやろうの日（ 日本）
2025年にロジスティードソリューションズ(旧日立物流ソフトウェア)が制定。「誰かが無理だと言ったこと、やってやろう。自分たちにしかやれないこと、やってやろう。前例のないこと、やってやろう」という同社のコンセプト「やれないこと、やってやろう」を社会に普及させていくことを目的とする。日付は「や(８)れないこと、や(８)ってやろう」の語呂合わせと、数字の8を横にすると無限を示す記号(∞)となり、合言葉にもマッチすることから、同日を記念日とした。

- ブルーベリーの日（ 日本）
BlueBerryのBBが88に似ていることと、ブルベリーの収穫時期に当たることから。ブルーベリーなどの果実を素材としたサプリメントの研究及び企画、販売を手がける京都市に本社を置く株式会社「わかさ生活」が制定。目の働きを助ける効果のあるブルーベリーを摂取することで健康な生活を送って欲しいとの願いが込められている[45]。
- 発酵食品の日（ 日本）
発酵の8（ハチ）と、末広がりの八で、発酵食品の無限の可能性を示す意味から。チーズや納豆等の発酵食品の大切さをPRする日。広島県尾道市に本社を置く万田発酵株式会社が1994年に制定[46]。
- 醤油豆の日（ 日本）
香川県の郷土料理である醤油豆は、香ばしく煎ったそら豆を醤油や砂糖などでつくったタレに漬け込んで味付けしたもの。その由来が四国八十八カ所巡りのお遍路さんへの接待、あるいは弘法大師によるとのことから、八十八カ所にちなんで8月8日を「醤油豆の日」と制定した。香川県醤油豆協議会が制定[47]。
- たこ焼の日（ 日本）
たこの足が8本であることと、焼を8と読む語呂合わせ。香川県三豊市に本社を置き、各種の冷凍食品の製造販売を手がけ、全国の量販店、コンビニ、外食産業などに流通させている株式会社味のちぬやが制定。また、この時期は花火大会など屋外のイベントが多く、たこ焼を気軽に食べてもらいたいとの思いも込められている。
- 阿波尾鶏の日（ 日本）
徳島県徳島市に事務局を置く徳島県阿波尾鶏ブランド確立対策協議会が制定。徳島の地鶏である「阿波尾鶏」の安全性や美味しさを多くの人に知ってもらうのが目的。日付は徳島の夏の最大のイベント「阿波おどり」が、8月9日に鳴門市で行われることから、その前日に「阿波尾鶏」を食べ、「阿波おどり」を精一杯楽しんでもらいたいとの願いから8月8日に[48]。
- 洋食の日（ 日本）
日付は洋食の代表的な料理ハヤシライスの「ハ(8)ヤ(8)」を語呂合わせとしたもので、ビーフシチュー、ハンバーグなどの洋食文化をアピールする日としている。福岡県北九州市でホテルを経営する株式会社千草が制定[49]。
- 小浜水産グループ・カンパチの日（ 日本）
鹿児島県垂水市に本社を置く株式会社小浜水産グループが制定。カンパチという魚とその美味しさを広く全国に知ってもらうのが目的。日付は、カンパチの頭部にはカンパチの名称の由来でもある漢数字の「八」のように見える模様があることから八が並ぶ8月8日に[50]。
- ベーグルの日（ 日本）
16世紀のポーランドではベーグルを安産のお守りとして作られ「終わることのない人生の輪」を意味していたという説があり、数字の無限大を示す∞の形と似ている8を重ねた8月8日を記念日とした。 「おいしい本物のベーグル」を全国の20店舗以上で販売している株式会社ジュノエスクベーグルが制定[51]。
- マルちゃん焼そばの日（ 日本）
焼そばを食べる機会が増える夏であり、8は○（マル）を重ねた形に似ていることからマルちゃんをイメージ。焼そばの「ヤ」が8に通じることから。マルちゃんブランドで知られる総合食品メーカーの東洋水産が制定[52]。
- パパイヤの日（ハワイ）
「パ(8)パ(8)イヤ」の語呂合わせ。アメリカ・ハワイ州のパパイヤ管理委員会日本事務所が1978年に制定。
- ドール・フィリピン産パパイヤの日（ 日本）
「パ(8)パ(8)イヤ」の語呂合わせ。フィリピン産のパパイヤにもっと親しんでもらおうと、このパパイヤを扱っている株式会社ドールが制定[53]。
- 葉っぱの日（ 日本）
「は(8)っぱ(8)」の語呂合せ、青汁の主原料であるケール、大麦若葉から。野菜不足を手軽に補うことのできる青汁を毎日飲んで、健康で快適な生活を送ってもらおうと、青汁の商品を扱うヤクルトヘルスフーズ株式会社が制定[54]。
- チャーハンの日（ 日本）
株式会社ニチレイフーズが制定。チャーハンは夏場に需要が高まることから、中華料理業界全体でチャーハンを盛り上げていくことが目的。日付はおいしいチャーハンの特徴である「パラ（8）パラ（8）」の語呂合わせと、お米のパワーが詰まった熱いチャーハンで元気に夏を乗り切ってもらいたいとの願いから[55]。
- 白玉の日（ 日本）
八が重なると米という字になることから、米を使った白玉を通じて穀類を見直してもらおうと制定された。 全国穀類工業協同組合が制定。
- 球磨焼酎の日（ 日本）
球磨焼酎は、米を原料とした焼酎であり、米の字を崩すと、「八」、「十」、「八」になることから、2013年に人吉球磨の焼酎組合によって制定された。
- パインアメの日（ 日本）
パインアメの製造発売元のパイン株式会社が制定。1951年に誕生した「パインアメ」の美味しさをさらに多くの人に知ってもらうことが目的。日付はパイナップルが夏の果物であることと「パインアメ」の形は缶詰に入っている輪切りのパイナップルをモチーフにしてることから、輪（◎）の形が4つそろう8月8日とした。因みに、パインアメ第一号には穴がなかった[56]。
- ありあけハーバーの日（ 日本）
神奈川県横浜市に本社を置く「株式会社ありあけ」が制定。同社の主力商品である「ハーバー」は船の形をした洋菓子で、一度は消滅したものの復活し、60年以上にわたって横浜を代表するお土産菓子になっている。「ハーバー」の記念日を設け、さらに横浜を盛り立てて社会貢献を果たすことが目的。日付は8と8で「ハー（8）バー（8）」と読む語呂合わせから[57]。復活20周年を際して2020年に制定した[58]。
- こうじの日（ 日本）
長野県伊那市に本社を置くハナマルキ株式会社が制定。古くから食べられてきた味噌や醤油などの発酵食品の原料となる「麹（こうじ）」を、より広めるのが目的。日付は「麹」の文字の中に「米」の字があり、「米」の字を分解すると「八十八」になることから[59]。
- 夢ケーキの日（ 日本）
家族で夢を語り合えば、親が本気で生きる姿を子どもたちに見せることで世の中が明るくなるとの思いから、家族で夢を語るチャンスを提供したいと長野県伊那市のケーキ店「株式会社菓匠shimizu」の清水慎一が制定。毎年この日に子どもたちや家族の夢を絵にしてもらい、それをケーキにしてプレゼントしている[60]。

- 世界猫の日（ アメリカ合衆国）
米国に本部を置く世界的組織である国際動物福祉基金 (International Fund for Animal Welfare) が制定[61]。
- 農民の日（ タンザニア）
スワヒリ語で8をnane、農民をnane naneということから。
- 全民健身日( 中華人民共和国)
2008年に開催された北京オリンピックの開幕日にちなみ制定。
- 父の日（ 台湾）
中国語で父を意味する「爸爸」が「八八」と同じ発音であることから。